# Toini Topelius
Toini Mathilda Topelius, född 14 mars 1854 i Helsingfors, död 24 oktober 1910 i Ljan i Norge, var en finlandssvensk journalist och ungdomsboksförfattare. Hon skrev också sagospel för barn, recensioner, resebrev och artiklar om aktuella ämnen såsom kvinnosaksrörelsen. Hon var dotter till Zacharias Topelius och Emilie Lindqvist och syster till Eva Acke och Aina Nyberg. 
Toini Topelius gick tillsammans med sin syster Eva på Svenska fruntimmersskolan (en skola för svenskspråkiga kvinnliga elever) i Helsingfors. Senare studerade hon konstämnen i Stockholm. Hon ägnade sig främst åt litterära teman i sitt måleri. 
Topelius använde sig av pseudonymerna Saga, Saima H., T.T. och Tea.   
Hon gav ut Nya Trollsländan, en svensk barntidning, tillsammans med Alexandra Gripenberg åren 1885–1892 och 1891–1892 med Alta Dahlgren. På finska gav hon också ut tidningen Waxwing. Hon publicerade resebrev och var recensent av barnböcker. Hennes roman I utvecklingstid (1889) publicerades första gången på finska. Hon gav också ut sagosamlingar.
I slutet av 1890-talet flyttade Topelius till Norge, där hon bodde resten av sina år.

### Översättning
- Suttner, Bertha von (1893). "Ned med vapnen!": en levnadshistoria / med författarinnans tillstånd bearbetad för ungdom af Toini Topelius. Stockholm. Libris 3mb8dkk91f6zfz40. https://litteraturbanken.se/författare/SuttnerB/titlar/NedMedVapnen1893/info